# 528年
| 千纪： | 1千纪 |
| 世纪： | 5世纪 \| 6世纪 \| 7世纪 |
| 年代： | 490年代 \| 500年代 \| 510年代 \| 520年代 \| 530年代 \| 540年代 \| 550年代 |
| 年份： | 523年 \| 524年 \| 525年 \| 526年 \| 527年 \| 528年 \| 529年 \| 530年 \| 531年 \| 532年 \| 533年 |
| 纪年： | 戊申年（猴年）；北魏孝昌四年，武泰元年，建義元年，永安元年；南朝梁大通二年；高昌甘露四年；杜洛周真王五年；劉蠡升神嘉四年；葛荣广安三年；萧宝夤隆緒二年；邢杲天统元年；劉擧皇武元年；万俟醜奴神獸元年 |

## 大事记
- 中国
  - 邢杲在山东益都武装起义，自称汉王，年号天统。
  - 刘举在濮阳聚众起义，自号武皇大将军。
  - 3月31日，鄭儼率御林軍來到顯陽殿，將魏孝明帝毒死。
  - 4月1日，已故北魏孝明帝元诩之女元氏被祖母胡太后以先帝皇子身份拥立为皇帝，是为中国历史上第一位称帝的女性，但不被后世普遍承认，当日即被废黜，次日由元钊即位。
  - 二月——河北起義首領葛榮偷襲殺死杜洛周，並兼併其部眾。
  - 四月——河陰之變，太原王尔朱荣因孝明帝之死带兵入洛阳问罪，把遷到洛陽的漢化鮮卑貴族和出仕北魏政權中的漢族大家消滅殆盡，尔朱荣立孝莊帝元子攸为皇帝。
  - 八月——尔朱荣镇压葛荣的起义。
- 朝鮮半島
  - 新羅立佛教為國教。
- 拜占庭帝国
  - 2月13日——皇帝查斯丁尼一世下令编辑《民法大全》。
- 印度
  - 摩腊婆国王耶输陀曼打败白匈奴首领摩醯逻矩罗，制止了白匈奴人的扩张
- 其他
  - 11月——安条克地震。

## 各国领袖

### 非洲
- 汪达尔王国 - 希尔德里克，汪达尔国王，523年－530年
- 阿克苏姆 -（可能是）卡列布，阿克苏姆国王，具体在位年代不详

### 亞洲
- 中國（南北朝时期）
  - 南朝：梁 - 梁武帝，梁朝皇帝，502年－549年
  - 北朝：北魏
    1. 北魏孝明帝，515年－528年
    2. 北魏幼主，528年
    3. 北魏孝莊帝，528年－530年
- 柔然 - 敕连头兵豆伐可汗，柔然可汗，520年－552年
- 吐谷浑 - 伏连筹，吐谷浑首领，491年－540年
- 朝鮮
  - 百濟 - 百济圣王，百濟国王，523年－554年
  - 高句麗 - 安藏王，高句麗国王，519年－531年
  - 新羅 - 法兴王，新羅国王 514年－540年
- 日本 - 继体天皇，日本天皇，约507年－约531年
- 占婆 - 范弼毳跋摩或律陀罗跋摩一世（具体是谁取决于范弼毳跋摩的准确去世日期），占婆国王，具体在位年代不详
- 印度
  - 摩揭陀（笈多王朝）- 那罗辛诃笈多，摩揭陀国王，约485年－约529年
  - 摩腊婆 - 耶输陀曼，摩腊婆国王，具体在位年代不详
  - 白匈奴 - 摩逻矩罗，白匈奴领袖，515年－约550年
- 斯里兰卡 - 西拉卡拉·安波萨马内拉，锡兰国王，522年－535年
- 伊朗 - 戈巴德一世，萨珊王朝国王，488年－531年
- 卡特利王国
  1. 巴库二世，卡特利国王，514年－528年
  2. 法斯曼五世，卡特利国王，528年－542年

### 歐洲
- 拜占庭帝国 - 查士丁尼一世，拜占庭帝国皇帝，527年－565年
- 东哥特王国 - 阿塔拉里克，东哥特国王，526年－534年
- 西哥特王国 - 阿马拉里克，西哥特国王，526年－531年
- 法兰克王国（分裂时期）
  - 苏瓦松 - 克洛塔尔一世，511年－561年
  - 巴黎和奥尔良 - 希尔德贝尔一世，524年－558年
  - 兰斯 - 提奥多里克一世，511年－534年

### 美洲
- 玛雅
  - 蒂卡尔 - “鸟爪”，蒂卡尔国王，约527年－537年
  - 科潘 - “豹镜”，科潘国王，？－544年
  - 卡拉克穆尔 - 图恩-卡布-希克斯，卡拉克穆尔国王，约520年－546年

## 出生
- 2月12日——元氏，北魏女皇帝（未获普遍认可），元诩独女。

## 逝世
- 3月31日——元诩，北魏第9位皇帝，可能被毒死（511年出生，17岁）
- 5月17日——宣武靈皇后，北魏皇后，后来临朝称制
- 5月17日——元雍，北魏高陽文穆王
- 5月17日——元钊，北魏第11位皇帝（526年出生，2岁）
- 楊禎，北魏時武川鎮人，隋文帝楊堅之祖父，陣亡於討伐鮮于修禮的戰鬥。
- 杜洛周，北魏河北起義首領。
- 葛榮，北魏河北起義首領。